# Geoffrey Grigson
Geoffrey Edward Harvey Grigson (Pelynt, 2 marzo 1905 – Broad Town, 25 novembre 1985) è stato un poeta britannico.

## Biografia
Sotto l'influsso di Wystan Hugh Auden scrisse Sotto la scogliera (1943), ma successivamente adottò una tecnica più matura e raffinata, come emerge da Legenda Suecana (1953).
Negli ultimi anni si dedicò a saggi come Christopher Smart (1961), sul poeta britannico.
Era sposato con la scrittrice Jane Grigson.

## Opere
- Several Observations (1939)
- Under the Cliff, and Other Poems (1943)
- Henry Moore (1944)
- Wild Flowers in Britain (1944)
- The Isles of Scilly and Other Poems (1946)
- The Mint: a Miscellany of Literature, Art and Criticism (1946)
- Samuel Palmer: the Visionary Years (1947)
- Wild Flowers in Britain (1947)
- John Craxton. Paintings and Drawings (1948)
- An English Farmhouse and Its Neighbourhood (1948)
- Places of the Mind (1949)
- The Crest on the Silver: an Autobiography (1950)
- The Victorians: an Anthology (1950)
- Flowers of the Meadow (1950)
- Thornton's Temple of Flora (1951)
- Essays From the Air: 29 Broadcast Talks (1951)
- A Master of Our Time: a Study of Wyndham Lewis (1951)
- Gardenage, or the Plants of Ninhursaga (1952)
- Legenda Suecana. Twenty-odd Poems (1953)
- Freedom of the Parish (1954)
- The Englishman's Flora (1955)
- The Shell Guide to Flowers of the Countryside (1955)
- Painted Caves (1957)
- The Shell Guide to Trees and Shrubs (1958)
- English Villages in Colour (1958)
- Looking and Finding (1958)
- The Shell Guide to Wild Life (1959)
- A Herbal of All Sorts (1959)
- The Cherry Tree (1959)
- English Excursions (1960)
- Samuel Palmer's Valley of Vision (1960)
- The Shell Country Book (1962)
- Poets in Their Pride (1962)
- Gerard Manley Hopkins (1962)
- Collected Poems 1924–1962 (1963)
- O Rare Mankind! (1963)
- The Shell Nature Book (1964)
- Shapes and Stories con Jane Grigson (1965)
- The Shell Country Alphabet (1966)
- William Allingham's Diary (1967)
- A Skull in Salop, and Other Poems (1967)
- An Ingestion of Ice Cream and Other Poems (1969)
- Shapes and People – A Book about Pictures (1969)
- Poems and Poets (1969)
- Notes from an Odd Country (1970)
- Discoveries of Bones and Stones (1971)
- Sad Grave of an Imperial Mongoose (1973)
- The First Folio (1973)
- The Contrary View: Glimpses of Fudge and Gold (1974)
- A Dictionary of English Plant Names (and some products of plants) (1974)
- Angles and Circles and Other Poems (1974)
- Britain Observed: the Landscape Through Artists' Eyes (1975)
- The Goddess of Love: The Birth, Triumph, Death and Return of Aphrodite (1978)
- History of Him (1980)
- Blessings, Kicks and Curses: a critical collection (1982)
- Collected Poems 1963–1980 (1982)
- The Private Art: a Poetry Notebook (1982)
- The Cornish Dancer and Other Poems (1982)
- Geoffrey Grigson's Countryside (1982)
- Recollections, Mainly of Writers and Artists (1984)
- The English Year from Diaries and Letters (1984)
- Country Writings (1984)
- Montaigne's Tower and Other Poems (1984)
- Persephone's Flowers and Other Poems (1986)

## Premi e riconoscimenti
- Duff Cooper Prize: 1971 vincitore con Discoveries of Bones and Stones[1]